# Kanton Épernon
Der Kanton Épernon ist seit 2015 ein französischer Kanton in den Arrondissements Chartres und Dreux, im Département Eure-et-Loir und in der Region Centre-Val de Loire; sein Hauptort ist Épernon.

## Geschichte
Der Kanton Épernon entstand bei der Neueinteilung der französischen Kantone im Jahr 2015. Seine Gemeinden kommen aus den ehemaligen Kantonen Maintenon (13 der 19 Gemeinden) und Nogent-le-Roi (10 der 18 Gemeinden).

## Lage
Der Kanton liegt im Nordosten des Départements Eure-et-Loir und grenzt an die Region Île-de-France.

## Gemeinden
Der Kanton besteht aus 23 Gemeinden mit insgesamt 33.822 Einwohnern (Stand: 1. Januar 2022) auf einer Gesamtfläche von 218,36 km²:
| Gemeinde                 | Einwohner 1. Januar 2022 | Fläche km² | Dichte Einw./km² | Code INSEE | Postleitzahl | Arrondissement |
| ------------------------ | ------------------------ | ---------- | ---------------- | ---------- | ------------ | -------------- |
| Bouglainval              | 737                      | 14,2       | 52               | 28052      | 28130        | Chartres       |
| Chartainvilliers         | 665                      | 9,07       | 73               | 28084      | 28130        | Chartres       |
| Coulombs                 | 1.371                    | 12,48      | 110              | 28113      | 28210        | Dreux          |
| Droue-sur-Drouette       | 1.204                    | 5,26       | 229              | 28135      | 28230        | Chartres       |
| Épernon                  | 5.509                    | 6,45       | 854              | 28140      | 28230        | Chartres       |
| Faverolles               | 818                      | 9,94       | 82               | 28146      | 28210        | Dreux          |
| Gas                      | 730                      | 11,97      | 61               | 28172      | 28320        | Chartres       |
| Hanches                  | 2.710                    | 16,04      | 169              | 28191      | 28130        | Chartres       |
| Houx                     | 750                      | 6,24       | 120              | 28195      | 28130        | Chartres       |
| Les Pinthières           | 164                      | 4,01       | 41               | 28299      | 28210        | Dreux          |
| Lormaye                  | 683                      | 1,43       | 478              | 28213      | 28210        | Dreux          |
| Maintenon                | 4.532                    | 11,44      | 396              | 28227      | 28130        | Chartres       |
| Mévoisins                | 622                      | 4,28       | 145              | 28249      | 28130        | Chartres       |
| Néron                    | 699                      | 19,04      | 37               | 28275      | 28210        | Dreux          |
| Nogent-le-Roi            | 4.023                    | 13,01      | 309              | 28279      | 28210        | Dreux          |
| Pierres                  | 2.792                    | 10,41      | 268              | 28298      | 28130        | Chartres       |
| Saint-Laurent-la-Gâtine  | 463                      | 6,95       | 67               | 28343      | 28210        | Dreux          |
| Saint-Lucien             | 278                      | 8,71       | 32               | 28349      | 28210        | Dreux          |
| Saint-Martin-de-Nigelles | 1.581                    | 12,31      | 128              | 28352      | 28130        | Chartres       |
| Saint-Piat               | 1.121                    | 11,29      | 99               | 28357      | 28130        | Chartres       |
| Senantes                 | 537                      | 7,57       | 71               | 28372      | 28210        | Dreux          |
| Soulaires                | 474                      | 5,87       | 81               | 28379      | 28130        | Chartres       |
| Villiers-le-Morhier      | 1.359                    | 10,39      | 131              | 28417      | 28130        | Dreux          |
| Kanton Épernon           | 33.822                   | 218,36     | 155              | 2810       | –            | –              |

## Politik
Im 1. Wahlgang am 22. März 2015 erreichte keines der fünf Kandidatenpaare die absolute Mehrheit. Bei der Stichwahl am 29. März 2015 gewann das Gespann Anne Bracco (DVD)/Jean-Noël Marie (UMP/LR) gegen Marie-Claire Chabot/Jean-Pierre Schmitt (beide FN) mit einem Stimmenanteil von 68,87 % (Wahlbeteiligung:47,59 %)
| Vertreter im Departementrat des Départements | Vertreter im Departementrat des Départements | Vertreter im Departementrat des Départements |
| Amtszeit                                     | Name                                         | Partei                                       |
| -------------------------------------------- | -------------------------------------------- | -------------------------------------------- |
| 2015–                                        | Anne Bracco Jean-Noël Marie                  | DVD UMP                                      |